# Ileana Rumunská
Ileana Rumunská, známá také jako Matka Alexandra (5. ledna 1909, Bukurešť – 21. ledna 1991, Youngstown), byla nejmladší dcerou krále Ferdinanda I. Rumunského a jeho manželky Marie Edinburské. Byla také pravnučkou královny Viktorie, ruského cara Alexandra II. a královny Marie II. Portugalské. Narodila se jako Její královská Výsost Ileana, princezna rumunská, princezna Hohenzollern-Sigmaringen.

## Původ a rodina
Ileana se narodila 5. ledna 1909 v Bukurešti jako nejmladší dcera rumunské královny Marie a krále Ferdinanda I. Přestože se říkalo, že jejím skutečným otcem byl matčin milenec, kníže Barbu Știrbey, král ji uznal za svou. Ileana měla čtyři starší sourozence: budoucího rumunského krále Karla II., řeckou královnu Alžbětu, jugoslávskou královnu Marii a bratra Mikuláše. Mladšího bratra Mirceu, který byl také údajně synem Stirbeyho, král také uznal za vlastního.

## Vedoucí dívka
Před svatbou byla Ileana organizátorkou a vedoucí rumunské organizace Asociația Ghidelor și Ghizilor din România.
Princezna byla vášnivou námořnicí: získala doklady mořeplavce a mnoho let vlastnila a plavila se „Ispravou“.

## Před abdikací krále Michala

### Sňatek
26. července 1931 se jednadvacetiletá Ileana na zámku Peleș provdala za o osm let staršího rakouského arcivévodu a toskánského prince Antonína Rakousko-Toskánského. Sňatek podporoval Ileanin bratr Karel II. Rumunský, který žárlil na sestřinu popularitu v Rumunsku a snažil se ji dostat pryč ze země. Po svatbě Karel tvrdil, že rumunský lid nikdy nebude tolerovat Habsburky žijící na rumunské půdě, a z tohoto důvodu odmítl dát Ileaně a Antonínovi povolení žít v Rumunsku.
Poté, co byl její manžel odveden do Luftwaffe, založila Ileana na jejich zámku nemocnici pro rumunské vojáky. S tímto úkolem jí pomáhala její přítelkyně Sheila Kaulová. V roce 1944 se s dětmi vrátila do Rumunska, kde s nimi žila na hradě Bran v Brašově. Arcivévoda Antonín se k nim připojil, ale byl rudou armádou umístěn do domácího vězení. Ileana založila a pracovala v další nemocnici ve vesnici Bran, kterou na památku své milované matky, královny Marie Rumunské, pojmenovala „Nemocnice královnina srdce“.

## Po vyhnanství
Po abdikaci krále Michala I. Rumunského byla Ileana s rodinou z komunistického Rumunska vyhnána. Vlakem uprchli do ruského sektoru Vídně, která byla tou dobou rozdělena na tři sektory. Poté se usadili ve Švýcarsku, pak se odstěhovali do Argentiny a v roce 1950 odjela Ileana s dětmi do Spojených států, kde zakoupila dům v Newtonu, Massachusetts.
Roky 1950 až 1961 strávila přednáškami proti komunismu, prací s rumunskou ortodoxní církví ve Spojených státech a psaním dvou knih: pamětí jejích posledních let v Rumunsku Žiji znovu (I Live Again) a Nemocnice královnina srdce (Hospital of the Queen's Heart), v níž je popsáno založení a provoz nemocnice.
Ileana a Antonín se oficiálně rozvedli 29. května 1954. 19. června 1954 se Ileana v Newtonu provdala za doktora Stefana Nikolase Issarescu. Její druhé manželství skončilo v roce 1965 bezdětné.
V roce 1961 Ileana vstoupila do ortodoxního kláštera Notre Dame de Toute Protection v Bussy-en-Othe ve Francii. V roce 1967 tam přijala Sestra Ileana jméno Matka Alexandra. Vrátila se do Spojených států a v Ellwood City v Pensylvánii, založila Orthodox Monastery of the Transfiguration (ortodoxní klášter Proměny Páně), první anglicky mluvící ortodoxní klášter v Severní Americe. Vedle Alice z Battenbergu a Alžběta Hesenské byla třetím ženských potomkem královny Viktorie, který se stal matkou představenou kláštera, který sama založila. Jako abatyše sloužila do roku 1981, v klášteře však zůstala až do své smrti.
Znovu navštívila Rumunsko v roce 1990, v 81 letech, ve společnosti dcery Sandi.
V lednu 1991, večer před svými dvaaosmdesátými narozeninami, utrpěla při pádu zlomeninu kyčle a během hospitalizace utrpěla dva velké infarkty. Zemřela čtyři dny poté, co byly položeny základy pro rozšíření jejího kláštera.

## Potomci
S Antonínem měla Ileana šest dětí, které byly vychovávány v katolické víře jejího manžela a jeho země:
- Štefan (5. srpna 1932 – 12. listopadu 1998), ⚭ 1954 Mary Jerrine Soper (19. června 1931 14. července 2015)
- Marie-Ileana (18. prosince 1933 – 11. ledna 1959), ⚭ 1957 hrabě Jaroslav Kotulinský a Dobrzeniczský (3. ledna 1917 – 11. ledna 1959), oba manželé zemřeli při letecké havárii
  - hraběnka Maria Ileana Kottulinska, baronka von Kottulin (Mino) (25. srpna 1958 – 13. října 2007) ⚭ 10. října 1997 jonkheer Noel van Innis (* 15. prosince 1939).
- Alexandra (* 21. května 1935)
⚭ 1962 Eugen Eberhard Württemberský (2. listopadu 1930 – 26. července 2022), rozvedli se v roce 1972
⚭ 1973 Victor, baron von Baillou (* 27. června 1931)
- Dominik (* 4. července 1937),
⚭ 1960 Virginia Engel von Voss (31. března 1937 – 27. září 2000) , rozvedli se roku 1999
⚭ 1999 Emmanuella Mlynarski (* 14. ledna 1948)
- Marie Magdalena (2. října 1939 – 18. srpna 2021), ⚭ 1959 Hans, svobodný pán z Holzhausenu (* 1. září 1929)
- Alžběta (15. ledna 1942 – 2. ledna 2019), ⚭ 1964 Friedrich Sandhofer (* 1. srpna 1934)

## Cena
- Mezinárodní plachetní federace: Cena za navigace

## Hodnosti

### Vojenské
- Rumunské království:
  - Rumunské námořnictvo:
    -  Viceadmirál

### Průzkumník/Průvodce

#### Národní
- - Asociaţia Ghidelor și Ghizilor din România:
    - Vedoucí a organizátor

  - Dívčí rezervy rumunského červeného kříže:
    -  Organizátor

  - První škola sociální práce v Rumunsku:
    - Zakladatel a organizátor

#### Zahraniční
- Rakouský stát:
  - Pfadfinder und Pfadfinderinnen Österreichs:
    - President
- :
  - Girl Guides:
    - Čestný člen

## Vývod z předků
|                 |                                 |  |                                    |                                       |  |  |  |  |  |  |  | Karel von Hohenzollern-Sigmaringen |
|                 |                                 |  |                                    |                                       |  |  |  |  |  |  |  |                                    |
|                 | Karel Antonín Hohenzollernský   |  |                                    |                                       |  |  |  |  |  |  |  |                                    |
|                 |                                 |  |                                    |                                       |  |  |  |  |  |  |  |                                    |
|                 |                                 |  |                                    | Marie Antoinette Muratová             |  |  |  |  |  |  |  |                                    |
|                 |                                 |  |                                    |                                       |  |  |  |  |  |  |  |                                    |
|                 | Leopold Hohenzollernský         |  |                                    |                                       |  |  |  |  |  |  |  |                                    |
|                 |                                 |  |                                    |                                       |  |  |  |  |  |  |  |                                    |
|                 |                                 |  |                                    | Karel Ludvík Fridrich Bádenský        |  |  |  |  |  |  |  |                                    |
|                 |                                 |  |                                    |                                       |  |  |  |  |  |  |  |                                    |
|                 | Josefína Bádenská               |  |                                    |                                       |  |  |  |  |  |  |  |                                    |
|                 |                                 |  |                                    |                                       |  |  |  |  |  |  |  |                                    |
|                 |                                 |  |                                    | Stéphanie de Beauharnais              |  |  |  |  |  |  |  |                                    |
|                 |                                 |  |                                    |                                       |  |  |  |  |  |  |  |                                    |
|                 | Ferdinand I. Rumunský           |  |                                    |                                       |  |  |  |  |  |  |  |                                    |
|                 |                                 |  |                                    |                                       |  |  |  |  |  |  |  |                                    |
|                 |                                 |  |                                    | Ferdinand Sasko-Kobursko-Gothajský    |  |  |  |  |  |  |  |                                    |
|                 |                                 |  |                                    |                                       |  |  |  |  |  |  |  |                                    |
|                 | Ferdinand II. Portugalský       |  |                                    |                                       |  |  |  |  |  |  |  |                                    |
|                 |                                 |  |                                    |                                       |  |  |  |  |  |  |  |                                    |
|                 |                                 |  |                                    | Maria Antonia Koháry de Csábrág       |  |  |  |  |  |  |  |                                    |
|                 |                                 |  |                                    |                                       |  |  |  |  |  |  |  |                                    |
|                 | Antonie Portugalská             |  |                                    |                                       |  |  |  |  |  |  |  |                                    |
|                 |                                 |  |                                    |                                       |  |  |  |  |  |  |  |                                    |
|                 |                                 |  |                                    | Petr I. Brazilský                     |  |  |  |  |  |  |  |                                    |
|                 |                                 |  |                                    |                                       |  |  |  |  |  |  |  |                                    |
|                 | Marie II. Portugalská           |  |                                    |                                       |  |  |  |  |  |  |  |                                    |
|                 |                                 |  |                                    |                                       |  |  |  |  |  |  |  |                                    |
|                 |                                 |  |                                    | Marie Leopoldina Habsbursko-Lotrinská |  |  |  |  |  |  |  |                                    |
|                 |                                 |  |                                    |                                       |  |  |  |  |  |  |  |                                    |
| Ileana Rumunská |                                 |  |                                    |                                       |  |  |  |  |  |  |  |                                    |
|                 |                                 |  |                                    |                                       |  |  |  |  |  |  |  |                                    |
|                 |                                 |  | Arnošt I. Sasko-Kobursko-Gothajský |                                       |  |  |  |  |  |  |  |                                    |
|                 |                                 |  |                                    |                                       |  |  |  |  |  |  |  |                                    |
|                 | Albert Sasko-Kobursko-Gothajský |  |                                    |                                       |  |  |  |  |  |  |  |                                    |
|                 |                                 |  |                                    |                                       |  |  |  |  |  |  |  |                                    |
|                 |                                 |  |                                    | Luisa Sasko-Gothajsko-Altenburská     |  |  |  |  |  |  |  |                                    |
|                 |                                 |  |                                    |                                       |  |  |  |  |  |  |  |                                    |
|                 | Alfréd Sasko-Kobursko-Gothajský |  |                                    |                                       |  |  |  |  |  |  |  |                                    |
|                 |                                 |  |                                    |                                       |  |  |  |  |  |  |  |                                    |
|                 |                                 |  |                                    | Eduard August Hannoverský             |  |  |  |  |  |  |  |                                    |
|                 |                                 |  |                                    |                                       |  |  |  |  |  |  |  |                                    |
|                 | Královna Viktorie               |  |                                    |                                       |  |  |  |  |  |  |  |                                    |
|                 |                                 |  |                                    |                                       |  |  |  |  |  |  |  |                                    |
|                 |                                 |  |                                    | Viktorie Sasko-Kobursko-Saalfeldská   |  |  |  |  |  |  |  |                                    |
|                 |                                 |  |                                    |                                       |  |  |  |  |  |  |  |                                    |
|                 | Marie Edinburská                |  |                                    |                                       |  |  |  |  |  |  |  |                                    |
|                 |                                 |  |                                    |                                       |  |  |  |  |  |  |  |                                    |
|                 |                                 |  |                                    | Mikuláš I. Pavlovič                   |  |  |  |  |  |  |  |                                    |
|                 |                                 |  |                                    |                                       |  |  |  |  |  |  |  |                                    |
|                 | Alexandr II. Nikolajevič        |  |                                    |                                       |  |  |  |  |  |  |  |                                    |
|                 |                                 |  |                                    |                                       |  |  |  |  |  |  |  |                                    |
|                 |                                 |  |                                    | Šarlota Pruská                        |  |  |  |  |  |  |  |                                    |
|                 |                                 |  |                                    |                                       |  |  |  |  |  |  |  |                                    |
|                 | Marie Alexandrovna Romanovová   |  |                                    |                                       |  |  |  |  |  |  |  |                                    |
|                 |                                 |  |                                    |                                       |  |  |  |  |  |  |  |                                    |
|                 |                                 |  |                                    | Ludvík II. Hesenský                   |  |  |  |  |  |  |  |                                    |
|                 |                                 |  |                                    |                                       |  |  |  |  |  |  |  |                                    |
|                 | Marie Alexandrovna              |  |                                    |                                       |  |  |  |  |  |  |  |                                    |
|                 |                                 |  |                                    |                                       |  |  |  |  |  |  |  |                                    |
|                 |                                 |  |                                    | Vilemína Luisa Bádenská               |  |  |  |  |  |  |  |                                    |
|                 |                                 |  |                                    |                                       |  |  |  |  |  |  |  |                                    |